# کوسه سردوشی
کوسه سردوشی (نام علمی: Hemiscyllium ocellatum) نام یک گونه از تیره گربه‌کوسه‌ماهیان است.